# José Gimeno Martínez
José Gimeno Martínez (Manises, 22 d'agost de 1889 - 8 de juny de 1967) va ser un mestre ceramista de Manises, precursor de la recuperació historicista de la taulelleria valenciana del segle xviii i de la pisa popular manisera del segle xix.

## Biografia

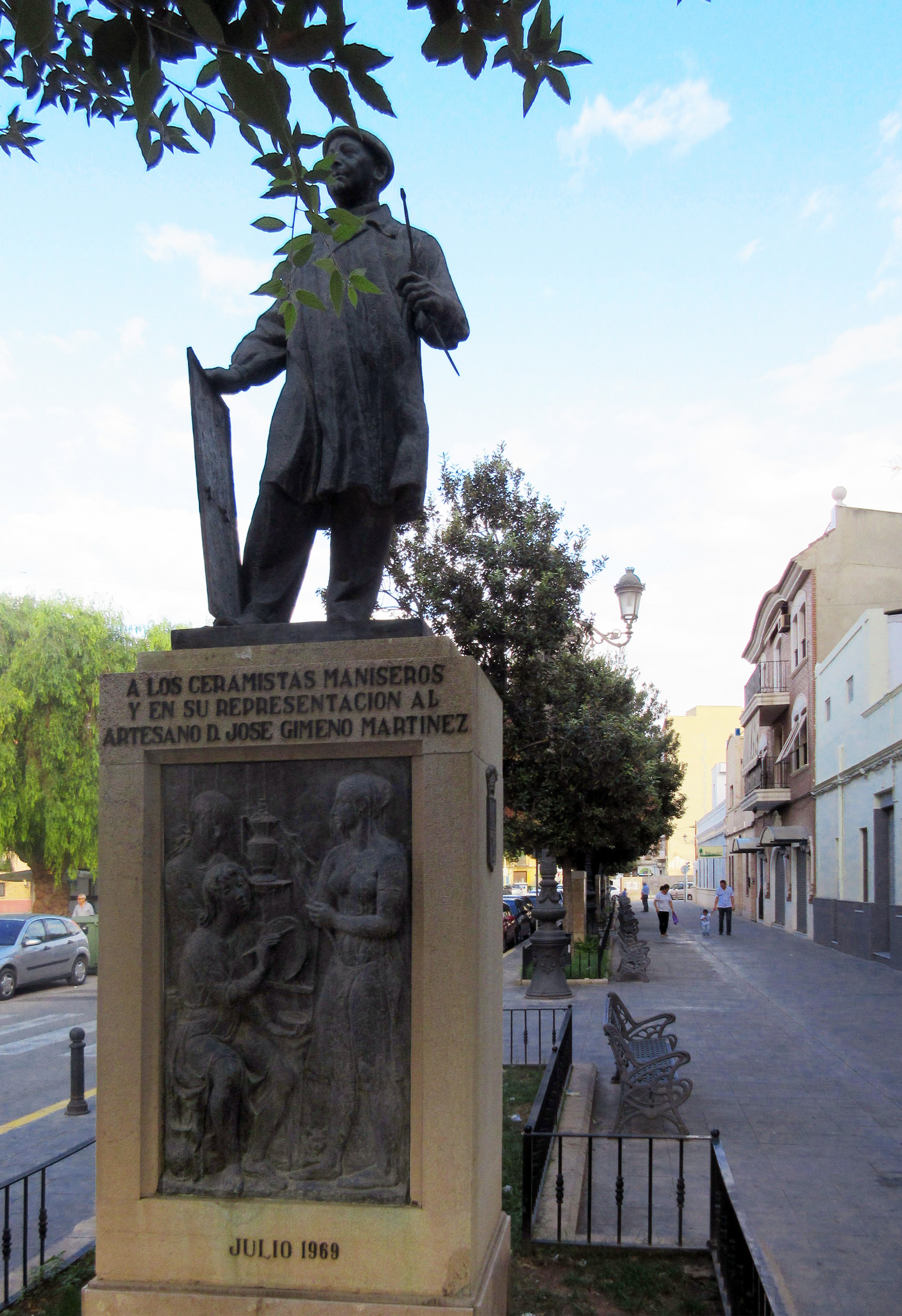
Estàtua del 1969, en l'avinguda Blasco Ibáñez de Manises

José Gimeno Martínez va néixer en una modesta família de terrissers. Als 13 anys, va iniciar els seus estudis de pintura i dibuix en l'Acadèmia de Sant Carles, a València. Va fer el seu aprenentatge a la fàbrica-taller de la seua família dedicada a la pisa ordinària per a ús domèstic. Als 19 anys va assumir la direcció artística de la fàbrica de Juan Bautista Cabedo, un dels centres de producció i disseny de ceràmica més importants de la zona.
L'any 1925, gràcies a una subvenció de l'estat, va fer un viatge d'estudis a París per assistir a l'Exposició Internacional d'Arts Decoratives. Visità el Musée national du Moyen Âge, la Manufacture nationale de Sèvres, i el Musée des Arts Décoratifs de Paris. Davant l'exhibició de la gran riquesa de la ceràmica popular valenciana que allí s'exposava, va néixer en ell el ferm desig d'abandonar el tipus de ceràmica que venia produint per dedicar-se exclusivament a reproduir la ceràmica valenciana popular dels segles xviii i xix.
Gimeno va investigar fórmules i pràctiques desaparegudes, va aplicar procediments en desús, va recuperar i va crear dissenys valencians representatius, i va retornar a les tècniques manuals. Amb el treball i la creativitat de l'artesà José Gimeno, la ceràmica valenciana va recobrar el seu prestigi.
Va morir a Manises el 8 de juny de 1967 deixant la fàbrica "La Ceràmica Valenciana" en mans dels seus dos fills.

## Museu de Manises
La Sala Vestíbul del Museu de Ceràmica de Manises, a la intervenció de 1967 va ser revestida amb un alt rodapeu de taulells decorats amb escenes de cuina, seguint models de la producció de les fàbriques valencianes del segle xviii realitzat en el taller de José Gimeno, estant la sala dedicada a la seua memòria mostrant-se a la xemeneia i en una de les vitrines, una selecció de peces produïdes en el seu taller entre 1935 i 1975, i tres panells de taulells de temàtica religiosa pintats per seguidors de la seua escola.

## Obres
Les seues obres més destacades són:
- el sòcol de la capella de la Universitat de València,
- la cuina del Museu de la Ceràmica de Manises,
- el panell de la Mare de Déu dels Desemparats de la Basílica de València,
- els panells de les sales-museu de la seua fàbrica La Ceràmica Valenciana.
- un via crucis a la Mont Sinaí[6]

## Premis
- Primera Medalla en el Primer Concurs d'Artesania, València, 1943.[7]
- Diploma d'Honor en l'Exposició d'Artesania, Lima (Perú), 1949.[8]
- Primera Medalla en el Concurs d'Artesania de la Fira Mostrari Internacional de València, 1952 i 1953.[8]
- Medalla Única i Diploma en l'Exposició de Ceràmica Contemporània, Mònaco, 1953.[7]

## Homenatge

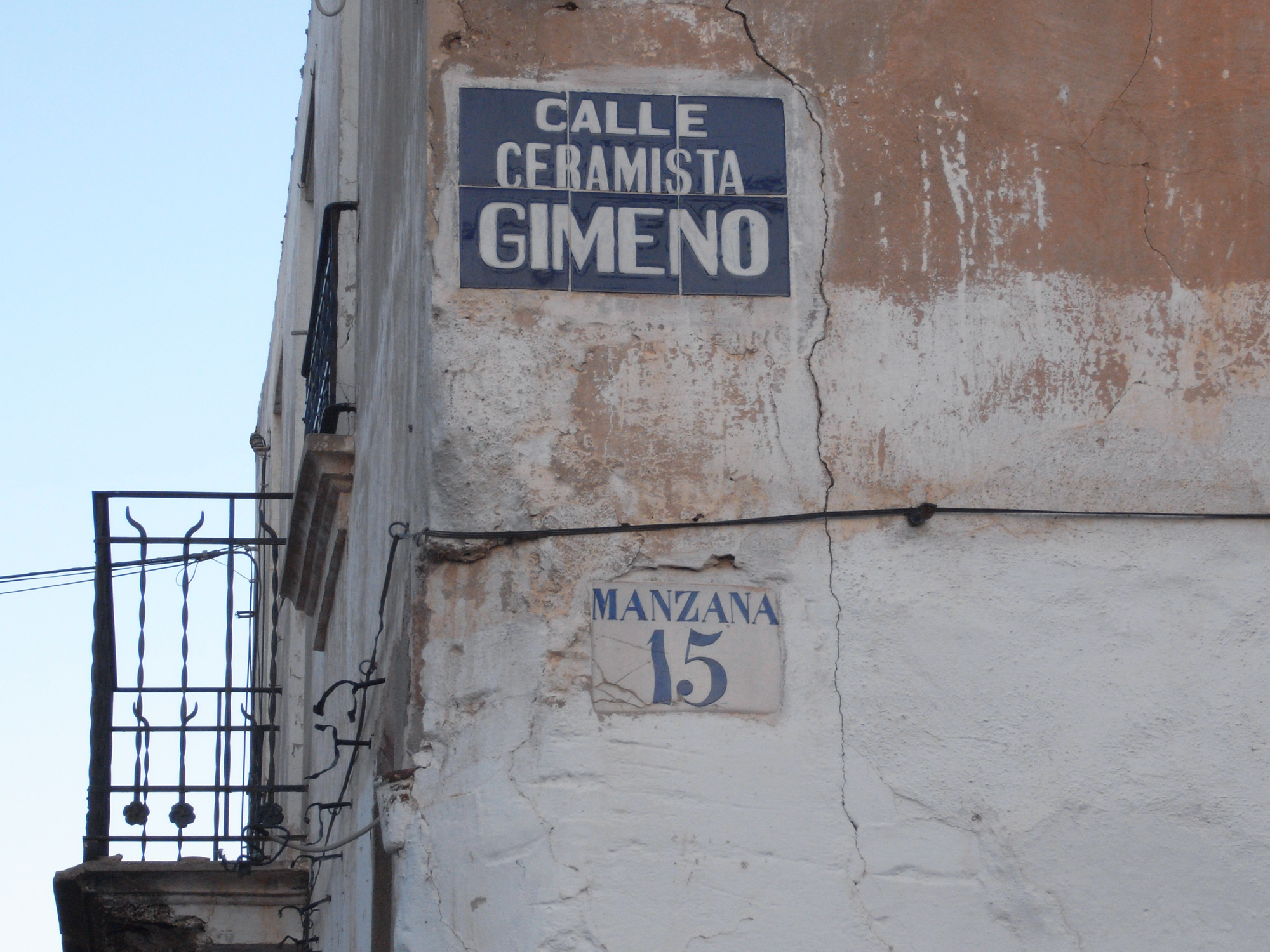
Carrer del Ceramista Gimeno, Manises, en 2013

- Plaça del ceramista Gimeno, València.[9]
- Carrer del ceramista Gimeno, Manises.[10]
- Estàtua en l'avinguda Blasco Ibáñez, Manises.[11]